# Michalīs Liapīs
Michalīs Liapīs (in greco Μιχάλης Λιάπης?; Atene, 8 maggio 1951) è un politico greco.
È stato ministro dei trasporti e delle comunicazioni nel primo governo Karamanlis e ministro della cultura e dello sport nel secondo governo Karamanlis.

## Biografia
Figlio di Konstantinos Liapis, un avvocato, e di Antigoni Karamanli (1921-2010), che era la sorella più giovane di Kōnstantinos Karamanlīs, il quale fu quattro volte primo ministro e due volte presidente della Grecia. Questo significa che Liapis è sia nipote sia cugino primo di due ex primi ministri del paese, il secondo dei quali è Kōstas Karamanlīs.
Laureato in legge e scienze politiche all'Università di Atene, Liapis frequentò studi post laurea in legge a Parigi. Successivamente praticò la professione di avvocato in Grecia.

## Carriera politica
In seguito alla restaurazione della democrazia dopo la caduta del regime dei colonnelli, Liapis giocò un ruolo centrale nella formazione dell'ONNED, la sezione giovanile del partito Nuova Democrazia.
Nel 1977 fu nominato consigliere speciale sulle comunicazioni e sulle pubbliche relazioni presso l'ufficio del primo ministro, che all'epoca era suo zio Konstantinos Karamanlis.
Nel 1980, dopo l'elezione di Konstantinos Karamanlis in qualità di presidente della Grecia, fu nominato direttore del gabinetto del presidente. Liapis mantenne tale posizione fino al 1985, quando la presidenza dello zio terminò.
Fu eletto per la prima volta al Parlamento Ellenico con le elezioni parlamentari del 1985 nelle file di Nuova Democrazia. Fu poi rieletto in tutte le elezioni successive fino a quelle del 2007 e mantenne il suo posto fino al 2009, quando annunciò che non avrebbe contestato le elezioni di quell'anno.
Dal dicembre 1992 all'ottobre 1993 fu vice ministro per il commercio. Nel marzo 2004 fu nominato ministro dei trasporti e delle comunicazionie nel settembre 2007 fu nominato ministro della cultura e dello sport, una posizione che ricoprì fino al gennaio del 2009.

## Arresto
Il 17 dicembre 2013 Liapis è stato arrestato ad Atene dopo essere stato trovato alla guida di una jeep di lusso con targhe false e sprovvista di assicurazione. La polizia ha effettuato un controllo sul suo veicolo dopo che non si era fermato ad un segnale di stop. Successivamente è emerso che Liapis aveva consegnato le targhe reali all'ufficio fiscale nel mese di agosto dello stesso anno, al fine di evitare una cifra stimata di 1320 € in tasse di circolazione. Liapis è stato immediatamente multato per 780 € per guida di un veicolo non assicurato e altri reati. Avrebbe dovuto affrontare un processo con l'accusa di diverse infrazioni il 19 dicembre, ma è stato in seguito rinviato al 30 dicembre. Rischia una condanna (sospesa) da sei mesi a cinque anni di carcere.
In una dichiarazione rilasciata il 19 dicembre, Nuova Democrazia ha annunciato di aver espulso Liapis dal partito.